# سونجو ملك جوسون
الملك سونجو (ولد في 26 ديسمبر 1552 ومات في 17 مارس 1608) حكم مملكة جوسون بين 1567 و 1608 . هو الملك الرابع عشر لمملكة جوسون . معروف بتشجيعيه للكونفوشيوسية وتجديد شؤون الدولة في بداية عهده، على الرغم من الفوضى السياسية وقيادته غير الكفء أثناء الغزو الياباني لكوريا والتي شوهت سنوات حياته الأخيرة .

## حياته
اسم الملك عند ولادته في 1552 في هانيانغ (عاصمة كوريا) كان يي يون , وهو الابن الثالث لدوكهينغ دايوونغن (대원군 | أمير البلاط العظيم) أعطي لقب الأمير هاسونغ , وعندما مات الملك ميونغجونغ بدون أبناء كان الأمير هاسونغ هو التالي في الخط الملكي بقرار من البلاط الملكي، ولذا توج كملك في 1576 وعمره 16 عاماً .

## أوائل عهده (1567 - 1575)
ركز الملك سونجو على تحسين حياة الناس العوام، وكذلك على إعادة بناء الدولة بعد الفساد السياسي في عهد كل من الملك يونسان والملك جنغجونغ . كما شجع علماء سارم الذين تعرضوا للاضهاد في أربع مذابح من 1498 إلى 1545 خلال عهد الملك يونسان والملك جنغجونغ . واصل الملك سونجو سياست الملك ميونغجونغ الإصلاحية ووضع الكثير من علماء الكونفوشيوسية بما فيهم إي هوانغ , وإي يي , وجونغ تشول , ويو سونغ ريونغ في مناصب عديدة .
أصلح الملك سونجو نظام امتحان الخدمة المدنية، ولا سيما امتحان المؤهلات المدني الرسمي . الامتحان السابق كان يهتم بالآداب وليس السياسة أو التاريخ . أمر الملك بنفسه أن يتم إصلاح التضام عن طريق زيادة أهمية الموضوعات الأخرى . قام الملك أيضا بإعادة مرتبة العلماء المعدومين مثل جو غوانغ جو الذي مات في مذبحة التطهير الثالثة في 1519 واستنكر أفعال الأرستقراطيين الفاسدة وخصوصاً نام غون والذي حرض الملك جنغجونغ على إحدى المذابح، وساهم في أغلب الفساد في عصره . ولهذا حصل الملك على احترام شعبه، وتمتع البلد في عهده بمدة قصيرة من السلام .

## الانقسام السياسي والخلاف بين الشرق والغرب (1575–1592)
من بين العلماء الذين دعاهم الملك سونجو للحكومة كان هناك شم ووي غيوم وكم هيو وون. سم كان أحد أقرباء الملكة، وأحد المحافظين الكبار . أما كم فكان القيادي البارز للجيل الجديد من المسؤولين، والذي دعا لإصلاحات ليبرالية . بدأ العلماء الذين يدعمون الملك سونجو بالانقسام إلى فصيلين، بقيادة كل من سم وكم . أعضاء الفصيلين سكنوا في نفس الحي فصيل سم عاش على الجانب الغربي من المدينة بينما تجمع أتباع كم في الجانب الشرقي . وبناء على ذلك بدأت تسمية الفصيلين بالفصيل الشرقي والفصيل الغربي ؛ سياسة الفصيلين السياسيين دامت 400 عام وأدت لأحداث نهاية المملكة .
في البداية حصل الفصيل الشرقي على عطف الملك، بسبب ارتباط سم بالملكة، ودعمه الكبير للنبلاء الأغنياء . ومع ذلك ساعدت توجهاتهم الإصلاحية وترددات سم، الفصيل الغربي ليكسب القوة، وابتعاد الفصيل الغربي عن عطف الملك . تسارعت وتيرة الإصلاحات خلال العهد الأول من تأثير الفصيل الشرقي، ولكنهم بدأوا بحث الآخرين على إبطاء الإصلاحات . قسم الفصيل الشرقي مرة أخرى إلى فصيل شمالي وفصيل جنوبي . قاد يو سونغ ريونغ الفصيل الجنوبي، أما الفصيل الشمالي فانقسم مرة أخرى إثر اختلافات على العديد من القضايا إلى الفصيل الشمالي الأكبر والذي كان فصيلاً يسارياً متطرفاً , وإلى الفصيل الشمالي الأصغر والذي أصبح أقل صلاحية من الفصيل الشمالي الأكبر ولكنه ما زال أكثر يسارية من الجنوبيين .
تسبب الانفصال السياسي بإضعاف الأم، حيث إن حجم القوات العسكرية كان أحد القضايا المطروحة في جدول الأعمال الإصلاحية . حث يي يي (محافظ محايد) الملك على زيادة أعداد الجيش للتحضير من أجل الغزوات المستقبلية من الجورشن واليابان . ومع ذلك رفض كلا الفصيلين اقتراحات يي وانخفضت أعداد الجيش أكثر وأكثر بسبب اعتقادهم أن فترة السلام ستستمر . استغل الجورشن واليابانيون هذه الفرصة لتوسيع نفوذهما في شرق آسيا , نتائج حرب السبع سنوات , وتأسيس مملكة تشينغ في الصين، أدى هذان الأمرين لدمار شديد في شبه الجزيرة الكورية .
واجه الملك سونجو العديد من الصعوبات في التعامل مع التهديدات الجديدة، بإرسال العديد من العسكريين المهرة للجبهة الشمالية في حين يتنافس القادة اليابانيين من أمثال أودا نوبوناغا وتويوتومي هيده-يوشي وتوكوغاوا إيه-ياسو في الجنوب . وعلى العموم بعد توحيد تويوتومي هيده-يوشي لليابان أثبت اليابانيون على أنهم الخطر الأعظم، وبدأ العديد من الكوريين الخوف من احتلال بلادهم على أيدي اليابانيين . حث العديد من المسؤولين القلقين على دفاعات المملكة، الملك لإرسال مندوبين إلى هيده-يوشي، قاصدين بذلك معرفة نواياه حول غزوهم أو لا . وعلى العموم لم يستطع الفصيلان السياسيان الاتفاق على هذه المسألة الوطنية المهمة، ولذا وجد حل وسط بإرسال مندوب من كل فصيل إلى هيده-يوشي . عندما عاد المندوبان إلى كوريا، تسببت تقاريرهما بالكثير من الجدل والخلط . ذكر هوانغ يون غيل من الفصيل الغربي في تقريره، أن هيده-يوشي زاد من أعداد قواته بشكل كبير , لكن كم سونغ-إل من الفصيل الشرقي ذكر للملك أن القوات ليست لغزو كوريا ؛ لأن كم كان يحاول استكمال إصلاحاته بسرعة لمنع الفوضى وقمع قطاع الطرق الذين يجوبون في الريف . وبما أن الفصيل الشرقي كان له العدد الأكبر من الداعمين في الحكومة آنذاك، تم تجاهل تقرير هوانغ، وقرر الملك عدم الاستعداد للحرب، على الرغم من وضوح مقاصد هيده-يوشي في رسالته للملك سونجو، والتي تشير لرغبته في الاستيلاء على آسيا .

## سبع سنوات من الحرب (1592–1598)
في 1591 بعد عودة المندوبين من اليابان، أرسل هيده-يوشي مندوبيه لزيارة الملك سونجو، وطلب منه السماح له بالمرور عبر أراضيه لغزو الصين، وهو ما كان إعلان حرب ضد مملكة جوسون . فوجئ الملك، وقام بعد رفضه طلب اليابانيين بإرسال رسالة إلى بكين لتنبيه الصين أن اليابانيين يستعدون لحرب شاملة ضد التحالف الكوري-الصيني . أمر الملك ببناء حصون في المناطق الساحلية وأرسل اللواء سن رب واللواء يي إل إلى الساحل الجنوبي للاستعداد للحرب . في حين انشغل الكوريون بالاستعداد للحرب، صنع اليابانيون البنادق للعديد من جنودهم، وحشدوا المحاربين من جميع البلاد .
في 13 أبريل 1592 غزت 700 سفينة يابانية بقيادة كونيشي يوكيناغا . كونيشي أحرق حصن بوسان وحصن دونغلاي , وقتل القائدين جونغ بال وسونغ سانغ-هيون واتجه للشمال . وفي اليوم التالي رست المزيد من السفن بقيادة كاتو كيوماسا وكورودا ناغاماسا , واتجهت نحو هانيانغ . دعم أسطول ياباني ضخم بقيادة تودو تاكاتورا وكوكي يوشيتاكا من البحر . واجه الجنرال يي إل كاتو كيوماسا في معركة سانغجو , والتي انتصر فيها اليابانيون . ثم التقى يي إل باللواء سن رب ولكن جيشهما المشترك هزم أيضا في معركة تشونغجو بوساطة كاتو كيوماسا . ثم عين الملك سونجو اللواء كم ميونغ-وون كقائد أعلى ومشير وأمره بحماية العاصمة . ثم انتقل الملك إلى بيونغيانغ لأن اليابانيين بدأوا بالاستيلاء على العاصمة . انتقل الملك فيما بعد إلى أبعد من ذلك في الشمال نحو مدينة ويجو الحدودية، بعد سقوط بيونغيانغ . ولأن الملك كان غائباً عن العاصمة، قام سكان العاصمة الذين فقدوا الأمل في الحكومة بنهب القصر وإحراق العديد من المباني العامة . أدى هذا لضرر أكبر من الضرر الذي سببه اليابانيون بعد أن استولوا على المدينة .
على الرغم من تناقص الرجال، وخسران المعارك، إلا أن القوات البحرية، نجحت في قطع طرق إمداد اليابانيين من البحر، هزم الأدميرال يي سن شن الأسطول الياباني العديد من المرات وألحق ضرراً كبيراً بسفن الإمداد . وبسبب منع القوات البحرية لطرق الإمداد، وصلت القوات الصينية بقيادة اللواء لي روسونغ، وبدأت بحملة لطرد اليابانيين نحو الجنوب، واستعادة السيطرة في نهاية المطاف على بيونغيانغ . نجح كونيشي يوكيناغا بصد التقدم الثيني في معركة بيوكجيغوان وحاولت أن تدفع الكوريين للشمال مجدداً, لكن الضربة الحاسمة كانت في معركة هانغجو , عندما هزم اللواء غوون يول، القوات اليابانية بقوة صغيرة للغاية . قررت اليابان بعد ذلك الدخول في مفاوضات سلام في حين استمر كلا الجانبين بالقتال . خلال هذه المفاوضات استعاد الكوريون سيول، ولكن القصور الملكية كانت محترقة بالكامل، ولذا أصلح الملك سونجو أحد البيوت الملكية القديمة وأعاد تسميته (دوكسوغونغ) , وجعله أحد القصور الرسمية .
انتهت مفاوضات السلام بين اليابانيين والصينيين دون جدوى، ورجع ذلك لعدم وجود تفاهم بين الجانبين، وسوء تصور الكوريين . غزا اليابانييون كوريا مرة أخرى في عام 1597 , ولكن هذه المرة كانت كل الدول على استعداد للحرب، ولم تكن اليابان قادرة على التقدم بسهولة كما في حرب 1592 . حاول اليابانيون السيطرة على هانيانغ من كل الطرق البرية والبحرية . في البداية بدت الخطة جيدة عندما هزم تودو تاكاتورا، الأدميرال وون غين في معركة تشلتشونريانغ, ولكن تم التخلي عن الخطة عندما قامت القوات البحرية لكوريا بقيادة يي سن-شن بهزيمة الأسطول الياباني بقيادة تودو تاكاتورا في معركة ميونغنيانغ باستخدام 13 سفينة فقط . أنهت المعركة فعلياً الحرب . وفي 1598 انسحب اليابانيون بالكامل من كوريا إثر الوفاة المفاجئة لهيده-يوشي . تميزت معركة نوريانغ بأنها أنهت الحرب بمغادرة آخر الوحدات اليابانية بقيادة كونيشي يوكيناغا لكوريا .

## أواخر عهده (1598–1608)
على الرغم من كل الجهود التي بذلها الملك سونجو أثناء الحرب—مثل إنشاء مرافق لتدريب الجيش وإصلاح قوانين الضرائب، ورفع مرتبة العديد من العوام، والعفو من الأعمال أو الجرائم في مقابل دفع ضريبة الأرز—إلا أن الحرب تركت الأرض مدمرة والناس جياع . بعد الحرب، أعيقت رغبة الملك في إعادة إعمار البلاد بسبب الاضطرابات السياسية التي سببتها مشاحنات الفصائل السياسية، والمجاعة . خسر الملك الأمل في حكم الأمة، ولذا سمح لولي العهد غوانغهاي أن يحكم بدلاً منه . وعلى العموم عندما ولدت الملكة ابناً (غوانغهاي كان الابن الثاني للسيدة كيم إحدى محظيات الملك) .أصبحت مسألة الوريث مسألة خلافية . مات الملك سونجو في 1608 , في حين أن الانقسامات السياسية، والتهديدات الخارجية لا تزال تلقي بظلالها على سماء كوريا .

## الأسرة
- الأب : (덕흥대원군) الأمير ديوكهيونغ.[2]
- الأم : هادونغ، الأميرة عقيلة أمير البلاط العظيم، من عشيرة جونغ , (하동부대부인 정씨) .
- الزوجات والأبناء :

1. الملكة وين من عشيرة بانام باك , (의인왕후 박씨) , أنجبت :
  1. الأمير العظيم وونجونغ .
2. الملكة إنموك من عشيرة يونان غم , (인목왕후 김씨) , أنجبت :
  1. الأمير العظيم يونغتشانغ , (영창대군) , الابن الوحيد .
  2. الأميرة جونغميونغ , (정명공주) , الابنة الوحيدة، جدة جدة هونغ بونغ هان، والد السيدة هييغيونغ، وجد الملك جونغجو من جهة والدته .
3. الرفيقة الملكية النبيلة غونغ من عشيرة غمهاي غم , (공빈 김씨) , أنجبت :
  1. الأمير إمهاي , (임해군) , الابن الأول .
  2. الأمير غوانغهاي , (광해군) , الابن الثاني .
4. الرفيقة الملكية النبيلة إن من عشيرة سوون , (인빈 김씨) , أنجبت :
  1. الأمير وي-آن , (의안군) , الابن الأول .
  2. الأمير سنسونغ , (신성군) , الابن الثاني .
  3. الأمير ويتشانغ , (의창군) , الابن الثالث .
  4. الأمير جونغوون , (정원군) , الابن الرابع .
  5. الأميرة جونغشن , (정신옹주) , الابنة الأولى .
  6. الأميرة جونغهيي , (정혜옹주) , الابنة الثانية .
  7. الأميرة جونغسك , (정숙옹주) , الابنة الثالثة .
  8. الأميرة جونغ-آن , (정안옹주) , الابنة الرابعة .
  9. الأميرة جونغهو , (정휘옹주) , الابنة الخامسة .
5. الرفيقة الملكية النبيلة سن من عشيرة غم , (순빈 김씨) , أنجبت :
  1. الأمير سنهوا , (순화군) , الابن الوحيد .
6. الرفيقة الملكية النبيلة جونغ من عشيرة يوهينغ من , (정빈 민씨) , أنجبت :
  1. الأمير إنسونغ , (인성군) , الابن الأول .
  2. الأمير إنهينغ , (인흥군) , الابن الثاني .
  3. الأميرة جونغ-إن , (정인옹주) , الابنة الأولى .
  4. الأميرة جونغسون , (정선옹주) , الابنة الثانية .
  5. الأميرة جونغ-غين , (정근옹주) , الابنة الثالثة .
7. الرفيقة الملكية النبيلة جونغ من عشيرة هونغ , (정빈 홍씨) , أنجبت :
  1. الأمير غيونغتشانغ , (경창군) , الابن الوحيدة .
  2. الأميرة جونغجونغ , (정정옹주) , الابنة الوحيدة .
8. الرفيقة الملكية أون من عشيرة هان , (온빈 한씨) , أنجبت :
  1. الأمير هينغ-آن , (흥안군) , الابن الأول .
  2. الأمير غيونغبيونغ , (경평군) , الابن الثاني .
  3. الأمير يونغسون , (영선군) , الابن الثالث .
  4. الأميرة جونغهوا , (정화옹주) , الابنة الوحيدة .

## اسمه الكامل بعد الوفاة
- الملك سونجو سوغينغ جونغرين ربغيك سونغدوك هونغريول جسونغ دايوي غيوكتشون هيين غينغمينغ سنريوك هونغونغ ينغوب هيونمن إوم سونغيي دالهيو عظيم كوريا .
- 선조소경정륜립극성덕홍렬지성대의격천희운경명신력홍공융업현문의무성예달효대왕 .
- 宣祖昭敬正倫立極盛德洪烈至誠大義格天熙運景命神曆弘功隆業顯文毅武聖睿達孝大王 .

## التصوير الحديث
- صور الملك سونجو مع زوجته الملكة إنموك في دراما القصر الغربي .